# 馬久利島
26°57′0″N 94°10′0″E / 26.95000°N 94.16667°E

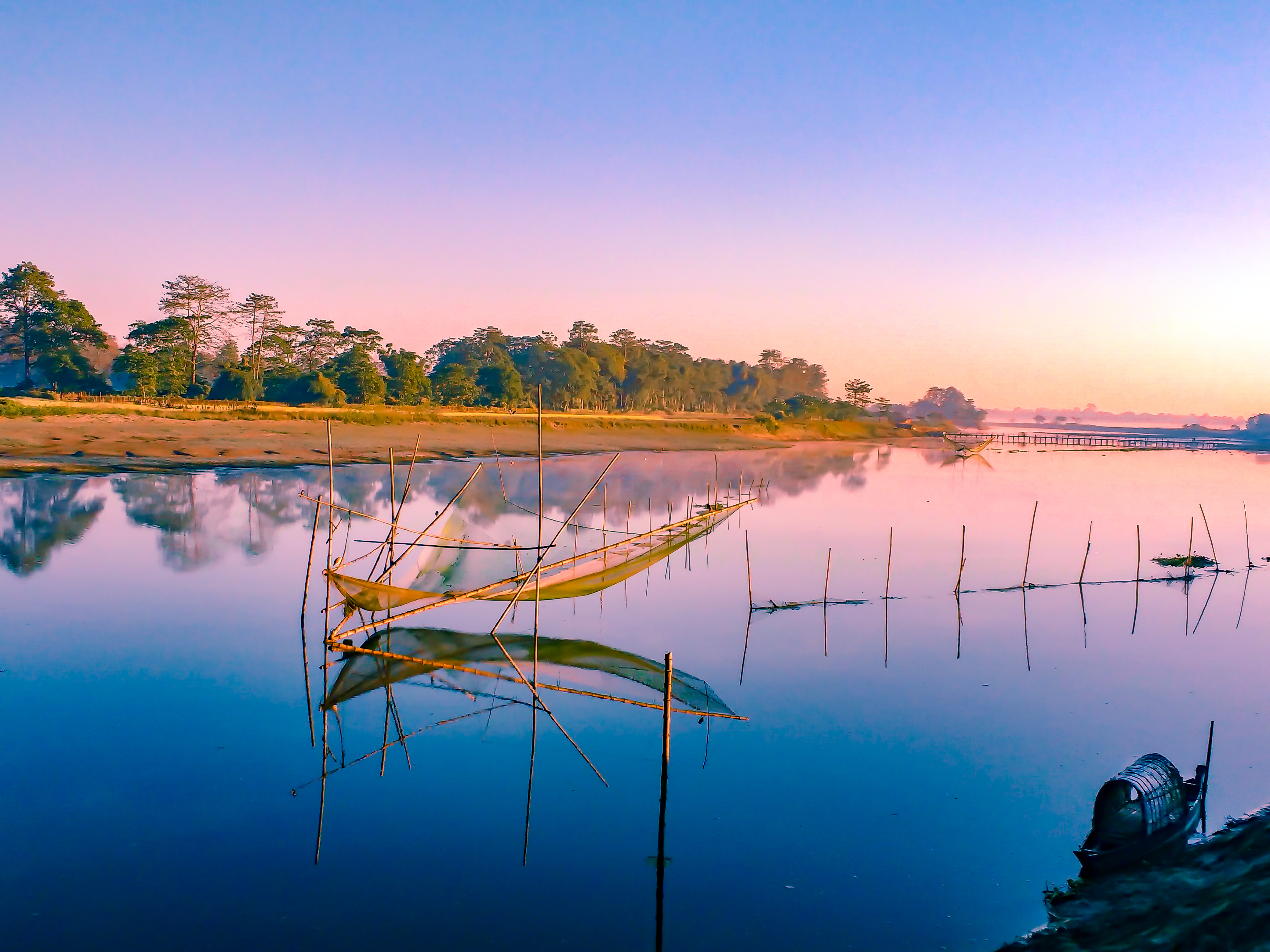

馬久利島（Majuli），是印度阿萨姆邦的雅鲁藏布江上的一座河島，位於該國東北部布拉馬普特拉河，面積1,250平方公里，是世界上最大的河流島，最高點海拔高度84.5米，主要經濟活動是農業，2001年人口153,362。

## 外部連結
- （页面存档备份，存于）
- majuli.org （页面存档备份，存于） maintained by Majuli Island Protection & Development Council (MIPDC)
- Life in Majuli
- Culture of Majuli
- Satras of Majuli
- World's Largest River Island （页面存档备份，存于）
- Disaster Management plan for 2011-12 for Jorhat district
- （页面存档备份，存于） 40年來每天種樹！ 印男把「荒地變森林」成為老虎大象的家